# Supermicro
Super Micro Computer, Inc, haciendo negocios como Supermicro, es una empresa de tecnología taiwanes-estadounidense de información fundada con sede en San José, California. Las oficinas centrales de Supermicro están ubicadas en Silicon Valley, con operaciones globales que se expanden a un espacio de fabricación en los Países Bajos y un Parque Científico y Tecnológico en Taiwán.

## Historia

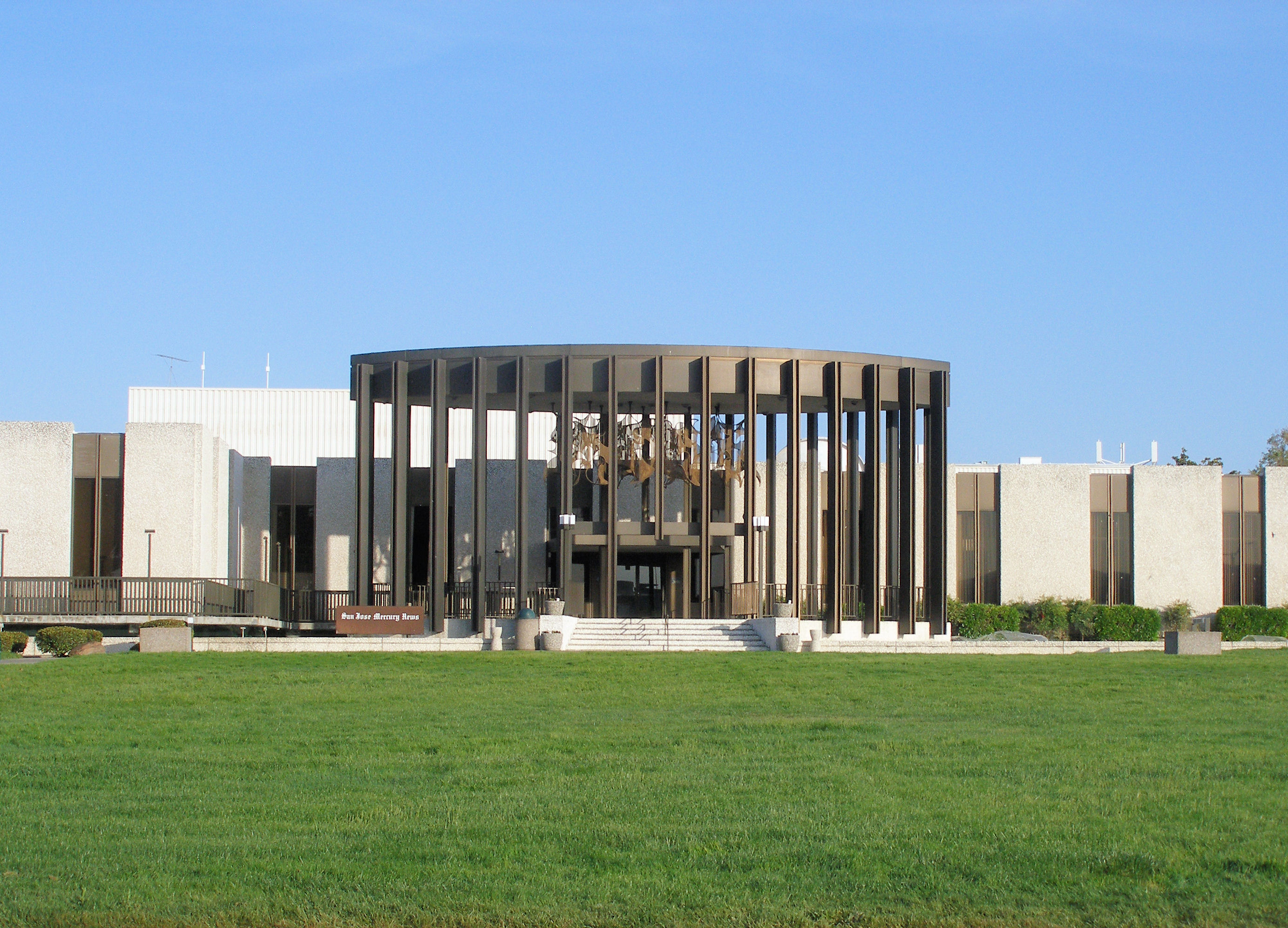
San Jose Mercury News en 2009.

Fundada por Charles Liang, Wally Liaw y Sara Liu el 1 de noviembre de 1993, Supermicro se especializa en servidores, almacenamiento, blades, soluciones de rack, dispositivos de red, software de gestión de servidores y estaciones de trabajo de alta gama para centros de datos, computación en nube, TI empresarial, macrodatos, computación de alto rendimiento (HPC) y mercados integrados.
Supermicro ha sido rentable cada año desde su creación y ha generado cerca de 2.000 millones de dólares en ventas durante su inicial de 15 años de operación. La empresa fue constituida en Delaware, en agosto de 2006 y tuvo su IPO en marzo de 2007.
Supermicro generó $ 251 millones en ingresos para el año fiscal 2008, con ingresos de $ 541 millones. Al final del año fiscal, Supermicro empleaba a más de 800 empleados de tiempo completo en todo el mundo, incluyendo 655 en San José. La investigación y el desarrollo empleaban a unas 300 personas en ese momento, y unas 330 en producción. Supermicro obtuvo ganancias en todos los periodos contables desde su inicio. En el año financiero 2015, Supermicro generó $ 1.99 mil millones y una ganancia de $ 111.6 millones. Supermicro está presente en 80 países en todo el mundo, emplea a más de 2200 personas y atiende a más de 800 clientes.
En septiembre de 2014, Supermicro trasladó su sede corporativa a la antigua sede de Mercury News al norte de San Jose, California, a lo largo de la Interestatal 880, nombrando el campus Supermicro Green Computing Park. En 2017, la compañía completó un nuevo edificio de fabricación de 182.000 pies cuadrados en el campus. El edificio principal fue diseñado por Warren B. Heid en el estilo modernista, que era común para los edificios comerciales en la década de 1960, y construido por la empresa Carl N. Swenson. Durante el tiempo que sirvió como sede del Mercury News, el edificio principal fue ampliado de 17.200 m² (185.000 pies cuadrados) a 29.000 m² (312.000 pies cuadrados). Hasta hace poco, una escultura de bronce, Chandelier de John Jagger, colgaba del techo de una logia elíptica en la entrada. La logia se distingue por una serie de columnas metálicas y el foso que la rodea.
En 2016, la compañía desplegó miles de servidores en un solo centro de datos y fue clasificada como la decimoctava compañía de más rápido crecimiento en la lista Top 100 de la revista Fortune de "las compañías estadounidenses que cotizan en bolsa más grandes del mundo" en 2016 y la compañía de infraestructura de TI de más rápido crecimiento.
A finales del verano de 2017, Supermicro estaba bajo la presión de la publicación de los estados financieros anuales y los informes trimestrales, así como de las asignaciones de ingresos discrepantes. Los problemas empeoraron cuando la compañía de noticias Bloomberg informó en octubre de 2018 que las computadoras de Supermicro de los proveedores en China contendrían componentes que permitirían el espionaje. Esto redujo a la mitad el valor de las acciones de la compañía temporalmente. Más tarde, el técnico encuestado, que solía trabajar para una agencia de inteligencia israelí, enfatizó que no había un problema específico para Supermicro, sino un problema de la cadena de suministro internacional e internacional. Fue citado erróneamente por Bloomberg.

## Responsabilidad medioambiental
En 2014 el superordenador TSUBAME-KFC del GCIC Center Tokyo Institute of Technology, de Supermicro, fue el primero en la lista Green 500.
La nueva planta de fabricación de la compañía en San José fue diseñada para cumplir con la certificación LEED gold.